# Džimrije
Džimrije (cyr. Џимрије) – wieś w Bośni i Hercegowinie, w Republice Serbskiej, w gminie Han Pijesak. W 2013 roku liczyła 131 mieszkańców.